# Mai Mercado
Mai Mercado (* 20. August 1980 in Tønder als Mai Duedal Henriksen) ist eine dänische Politikerin der konservativen Volkspartei und war Ministerin für Kinder und Soziales.

## Leben
Mercado wurde 1980 als Tochter von John Carstens und der Fortbildungslehrerin Hanne Carstens geboren. Sie ging von 1997 bis 2000 auf die Katedralskole in Odense. An der Syddansk Universitet studierte sie von 2001 bis 2008 mit dem Abschluss als Cand.scient.pol.
Von 2006 bis 2011 war Mercado Mitglied der Stadtverordnetenversammlung in der Gemeinde Odense und von 2009 bis 2011 zweite Vizebürgermeisterin. Von 2008 bis 2011 war sie Beraterin für Energinet.dk.
Mercado ist seit dem 15. September 2011 Mitglied des Folketing. 2010 bis 2013 war sie Kandidatin ihrer Partei im Wahlkreis Faaborgkreds. Seit 2013 ist sie Mitglied der Kommunalverwaltung in der Gemeinde Frederiksberg. Vom 28. November 2016 bis zum 27. Juni 2019 war sie Kinder- und Sozialministerin in der Regierung Lars Løkke Rasmussen III.
Mercado ist Mutter zweier Kinder. Sie schreibt eine Kolumne für Berlingske.